# 그녀가 말했다
《그녀가 말했다》(영어: She Said)는 2022년 개봉한 미국의 드라마 영화이다. 마리아 슈라더가 감독을 맡았으며, 조디 캔터와 메건 투헤이 동명 논픽션이 영화의 원작이다. 조디와 메건은 영화 프로듀서 하비 와인스틴의 여성 성학대·희롱 연혁을 폭로한 뉴욕 타임스의 언론인들이다.

## 출연진
- 조 카잔 - 조디 캔터 역
- 케리 멀리건 - 메건 투헤이 역
- 퍼트리샤 클라크슨 - 리베카 코벳 역
- 앤드리 브라우어 - 딘 배케이 역
- 서맨사 모턴 - 젤다 퍼킨스 역
- 톰 펠프리
- 애덤 셔피로
- 제니퍼 일리
- 피터 프리드먼
- 마이크 휴스턴 - 하비 와인스틴 역

## 같이 보기
- 미투 운동